# 第三次十字军东征
第三次十字军东征（1189年－1192年）是由安茹帝國、法蘭西王國和神聖羅馬帝國軍隊所組成的聯軍，為收復被穆斯林敘利亞的薩拉丁佔領的耶路撒冷。但當時的神聖羅馬帝國皇帝腓特烈一世在小亚细亚墜水而死，日耳曼人軍隊隨即撤退。法蘭西人軍隊經海路到達聖地，前进到耶路撒冷。不久之後，法蘭西人的領袖們發生糾葛，法國國王腓力二世因而下令撤回軍隊。在獅心王理查的軍事行動後，埃及苏丹薩拉丁與十字軍立約，准許非武装的基督徒朝聖者自由前往耶路撒冷朝圣。

## 背景

### 穆斯林統一
自第二次十字軍東征的失敗後，努爾丁·贊吉便坐擁了大馬士革和整個統一的敍利亞。
為急於擴充他的力量，努爾丁將其目光置於埃及的法蒂瑪王朝上。在1163年，努爾丁最寵信的將領，謝爾庫赫正在尼羅河進行軍事遠征。隨同参戰的將軍還有一位是他的外甥，他便是後來的薩拉丁。
隨着謝爾庫赫的軍旅於開羅外圍紮營，埃及蘇丹和上埃及總督沙瓦（Shawar）向耶路撒冷的國王阿馬爾里克一世求援。阿馬爾里克派遣了一支軍隊進入埃及以為應援，並於1164在比勒拜斯痛擊謝爾庫赫的軍旅。
為試圖將十字軍的注意力從埃及之中挪開，努爾丁進襲了安提阿，結果導致了對基督教士兵的大屠殺，並把當中包括安條克王子博希蒙德三世在內的數位十字軍領袖成功俘獲。努爾丁甚至將幾塊基督方守軍的頭皮送去埃及，讓謝爾庫赫可傲然地對着那些身處比勒拜斯的阿馬爾里克戰士眼前炫耀它。此舉促成阿馬爾里克和謝爾庫赫將兩者的軍隊各自領出埃及。
努爾丁在1167年再一次派遣謝爾庫赫到在埃及侵占法蒂瑪。沙瓦亦又一次選擇了請援阿馬爾里克來保衛他的領土。直到謝爾庫赫撤退到亞歷山大以前，埃及-基督徒的聯合軍隊一直對他展開追逐。阿馬爾里克不久違背了他跟沙瓦的聯盟，將他的軍隊逼近埃及並重兵圍困比勒拜斯城。沙瓦只好央求他從前的敵人努爾丁把他從而阿馬爾里克的背信棄義中救回來。由於缺乏資源去對開羅的努爾丁及沙瓦聯合軍維持長期包圍，阿馬爾里克只得撤退。這個新的聯盟讓努爾丁幾乎實際上統治整個敘利亞和埃及。

### 薩拉丁的征服
沙瓦因勾結基督徒的勢力結盟而被處死，跟著謝爾庫赫（Shirkuh）繼承為埃及的維齊爾。於1169年，謝爾庫赫在他剛剛上任兩個月後旋即過世。接著謝爾庫赫的承繼者便是他的侄子薩拉·阿丁·約索夫，即薩拉丁。努爾丁死於1174年，留下這個新的帝國給他11歲的兒子As-Salih。於是唯一有競爭力的薩拉丁脫穎而出支持仍吉德抵抗十字軍的攻擊，他也領導了整個埃及和敘利亞，及阿尤布王朝的創建者。
阿馬爾里克（Amalric）也在1174年過世，留下了耶路撒冷給他13歲的兒子鮑德溫四世。雖然鮑德溫四世身染痲瘋病，不過他仍然是一位有效率及積極的軍隊領導，且於1177年的蒙吉薩戰役擊敗薩拉丁，其間他得到沙底隆的雷納支持，雷納已於1176年從監獄放出來。之後，鮑德溫和薩拉丁達成一項協議即在穆斯林和基督徒之領土交接地帶能夠進行自由的貿易。
雷納也突襲穿過這個地區的商旅車隊。他不僅掠奪船隻而已，更將他的海盜活動拓展到紅海地區，也襲擊到麥加城本身。他的掠奪行為激怒整個穆斯林世界，就使雷納的名聲在中東地區最令人最痛恨的人。
鮑德溫四世在1185死後，王國便留予他的幼小外甥鮑德溫五世，後者於1183年被加冠為王。的黎波里的雷蒙三世再一次成為攝政大臣。但接下來一年，鮑德溫五世在他九歲生日前過世，而他的母親耶路撒冷的西庇拉公主，即鮑德溫四世的姐妹，不但自行稱后，且封自己的夫婿呂西尼昂的居伊為王。
正值在這段時候，雷納再一次突襲了一隊富有的商隊，而且將這團商旅扣押進監牢中。薩拉丁旋即要求他們的貨物和這批“囚犯”獲得釋放。雖然新任國王居伊命雷納滿足薩拉丁的要求，但雷納拒絕服從國王的命令。

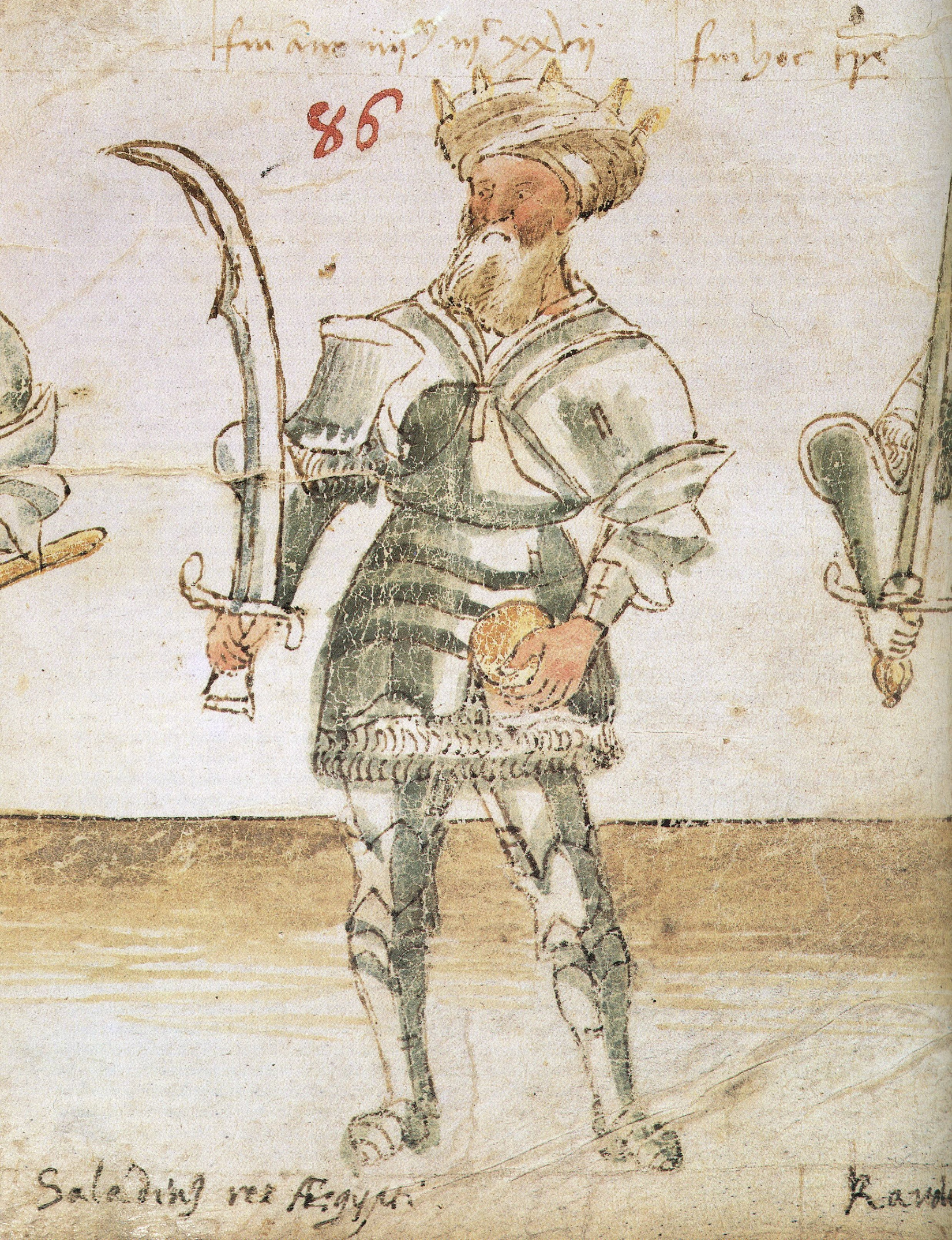
15世紀的薩拉丁繪稿。他征服耶路撒冷，導致第三次十字軍東征。薩拉丁本人武勇過人且充滿寬恕的精神與慈悲的胸懷，連歐洲人也讚賞不已。

### 耶路撒冷王國陷落
正是雷納這最後一次的暴行給予了薩拉丁一個機會，他需要借採取攻勢以抵抗耶路撒冷。他在1187年圍攻提比里亞主城。雷蒙倡議忍讓，但國王居伊聽從雷納的建議行事，並帶領他的軍隊進軍提比里亞外圍的哈丁角。
渴水和士氣挫敗在接著而來的的戰鬥中毀掉了法蘭克人的軍隊。國王居伊和雷納被帶到薩拉丁的帳篷裡，由於過份口渴那邊提供了一觚水給居伊。居伊喝一口後，就把水杯遞了給雷納。薩拉丁並沒有因為容許他去飲水，而迫不得已保障詭譎的雷納（這行為已約定俗成為：如果你被提供飲料，你的性命便得保住。）。當雷納接受了居伊的飲料時，薩拉丁告訴他的口譯員：“給國王說：‘這就是你讓他飲下的（結果）。’”事後，雷納為過去的背信棄義而被薩拉丁斬首。但他仍對國王給予攸久以來的尊敬；居伊先被送到大馬士革及最終被放回妻子身邊，成為少數被俘十字軍當中得免身死的一位。
到1187年年底，薩拉丁已拿下了阿克和耶路撒冷。據說教宗烏爾巴諾三世在聽到這個消息後昏倒並死亡。然而在事實上，縱然教宗在不久前已得知哈丁之役和阿克失守，其實耶路撒冷淪陷的消息直至烏爾巴諾三世逝世前的一刻也尚未傳到他的耳中。

## 籌備工作
新教皇額我略八世公開宣布耶路撒冷的侵佔是懲罰歐洲各地基督徒的罪。呼號建起了新一輪前往聖地的十字軍。安茹的亨利二世及法蘭克的腓力二世結束了彼此的戰爭，兩國皆給他們的公民強加“薩拉丁什一稅”以為登陸籌措資金。在英倫，坎特伯里大主教雅息特的鮑德溫說服了3,000名重裝騎士背起十字架舉行一次橫貫威爾斯的巡遊，事件記錄在威爾斯的謝拉德的旅程日誌。

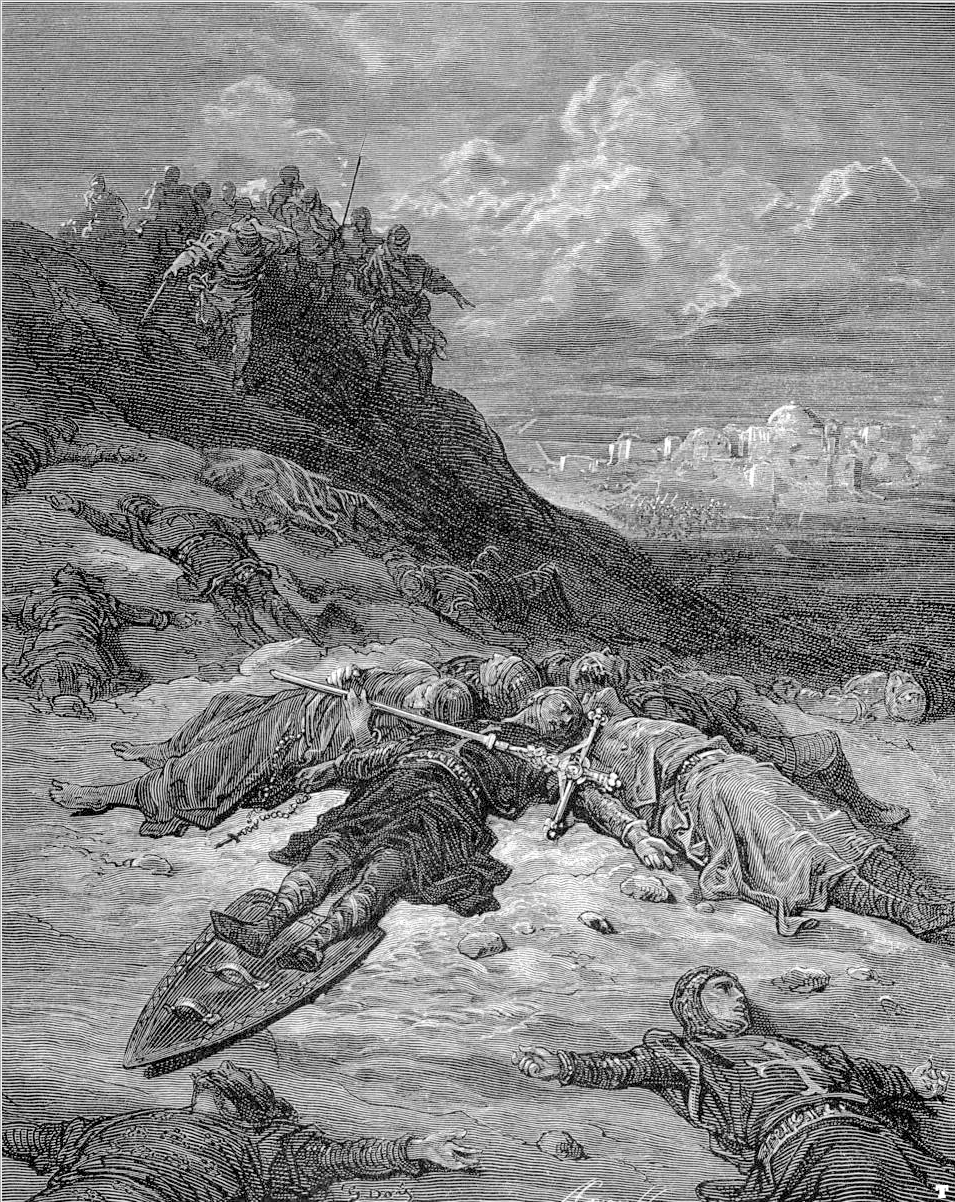
古斯塔夫·多雷名畫"德皇腓特烈之死"

## 巴巴羅薩的十字軍
中年已過的神聖羅馬皇帝紅鬍子腓特烈一世（巴巴羅薩）立即對呼召作出回應。他於1188年3月27日在緬因斯主教座堂擔起了十字架，並於1189年5月率先攜帶着一支約10萬的軍隊向聖地開拔，當中包括2萬名騎士。在一支來自吉薩王子的2千人軍隊加入，這位匈牙利國王貝拉三世的幼弟亦陪同巴巴羅薩前往聖地。
拜占庭皇帝伊薩克二世·安格洛斯用阻礙腓特烈的前進為條件，與薩拉丁締結了秘密聯盟以換來他的帝國安逸。同時，魯姆蘇丹國承諾腓特烈安全地通過安納托利亞，但經過多番掃蕩的腓特烈早已失去了耐心。在1190年5月18日，德國大軍把魯姆蘇丹國的首都以哥念洗劫了。然而腓特烈的座騎卻在1190年6月10日涉渡薩列法河時滑一跤，被拋下的他隨即撞上岩堆，不久便在河中溺斃。為了預期會即將到來的皇室選舉，他大部份的軍隊在此之後返回了德國。他的兒子士瓦本的腓特烈帶領其餘5000人到安條克。在那裡，皇帝的身體被煮熟後，取走的肉體被安葬在聖伯多祿大殿；而他的骸骨被放進一個袋子裡繼續進行東征。不過，在安條克德國軍隊數因罹患發燒而進一步下降。年輕的腓特烈只得請求他親戚蒙费拉托的科拉多的援助引領他經提洛安全地前往阿卡，亦在途中埋葬掉他父親的屍骨。

## 理查與腓力的啟程
亨利二世被他的兒子理查一世（獅心王）及腓力二世所打敗，隨之死於1189年7月6日。理查承繼了王位並立即開始為十字軍籌集資金。在1190年7月，理查和腓力聯軍由法國的馬賽啟程到西西里。腓力二世早就僱用了一支熱拿亞的船艦把他那包括了650名騎士、1,300匹馬及1,300名隨從的大軍運送到聖地。
而在前一年善王古列爾莫駕崩後，西西里王位被其堂兄西西里的坦克雷迪所繼承，後者囚禁了古列爾莫的妻子也是理查的妹妹英格蘭的瓊安。理查在1190年10月4日攻佔了墨西拿，並釋放了瓊安。理查與腓力卻為了前者的婚姻問題翻了臉——作為腓力同父異母姐姐艾莉絲的長期訂婚對象，理查決定要打破約定，並已跟納瓦拉的貝倫加麗亞成婚。腓力在1191年3月30日直接由西西里開往中東，並在5月中旬抵達泰爾。他在5月20日參與了亞克圍城戰，但直到4月10日前理查還未從西西里開征。
英軍從西西里制定起航後不久，理查艦隊中的100艘船（載有8000人）便被猛烈的暴風雨襲擊，有好幾首船艦遭擱淺，包括其中一艦載有瓊安，他的新任未婚妻貝倫加麗亞，及一筆由十字軍一直以來聚斂的大額寶藏。由於塞浦路斯的伊萨得以檢獲寶藏，海難迅速就被發現，年輕婦女們皆安然無恙。理查於5月6日進入了利馬索爾與伊薩會面，後者同意將他的500名士兵派往聖地，並歸還理查的隨身物品。但當一回到他法馬古斯塔的堡壘，伊薩便打破了他熱情好客的誓言及開始對理查發出離開該島的命令。伊薩的氣焰促使了理查在幾天內把島上征服。

## 阿卡圍城戰
主條目：阿卡圍城戰
居伊王在1189年被薩拉丁從獄中放回。他試圖取得基督教勢力在泰爾的指揮權，但該地權力自蒙费拉托的科拉多成功從穆斯林的侵襲中守住城池後便由其掌管。居伊唯有將他的視線放回阿卡富裕的港口。他集結了一支軍隊把該城包圍並收納了腓力剛抵的法軍為援。然而，他們仍不足以對付反圍困圍城軍的薩拉丁部隊。至1190年夏，一些疾病在營中出現大規模爆發，西庇拉女王及她的女兒們亦死於這次疫症。雖然僅藉婚姻權利立為王的居伊致力於保住他的冠冕，然而正當的承繼人實為西庇拉的同父異母妹妹伊莎貝拉。經過跟韓福瑞四世 (多倫)進行一次倉促安排的離婚後，伊莎貝拉遂即嫁予宣稱她王權之名的蒙费拉托的科拉多。
在1190-1191年的冬季，該地進一步爆發了疫情，痢疾和熱病相繼奪去了士瓦本的腓特烈、希拉克略主教 (耶路撒冷)及狄奧波五世 (布盧瓦)的性命。當1191年春的航季再度展開後，奧地利公爵利奧波德五世抵達亞卡並接下殘餘的德軍指揮權。法國的腓力到五月才他的領着部隊從西西里到達。
理查於1191年6月8日抵達阿卡，並立即開始監督攻城武器的施工以備攻城。阿卡終於7月12日淪陷。
理查、腓力及利奧波特卻為了他們贏得的戰利品而爭吵。理查為了輕蔑利奧波德而將德國的軍旗從市中摔下。此外，在耶路撒冷王位的鬥爭中，理查支持居伊，而腓力跟利奧波德則支持與兩者有關的科拉多。此事確立了居伊會繼續其統治，但科拉多將會在他去世後得到冠冕。
受挫於理查（加上在腓力健康不佳的情況下），菲利普和利奧波德帶著他們的軍隊在八月離開聖地。腓力僅在聖地留下一萬名法蘭克十字軍並向他們支付5000銀馬克。
當薩拉丁變得明顯不願意支付阿卡條約的條款後，理查便對薩拉丁營地全景的駐軍（包括婦女和兒童）屠殺掉。

## 阿爾蘇夫戰役
主條目：阿爾蘇夫戰役
佔領了阿卡後，理查決定向雅法城進軍，他可以藉那處對耶路撒冷展開攻勢。但在1191年9月7日，薩拉丁已率先從位於雅法以北約30英里（50）的阿爾蘇夫攻擊理查大軍。
薩拉丁企圖引開理查的軍力可便逐一剔除，但理查一直維持到他的陣勢直到醫院騎士團趕到薩拉丁的右側參戰，當聖殿騎士團拿下了左路。理查便隨之贏得戰役。

## 弒君和談判

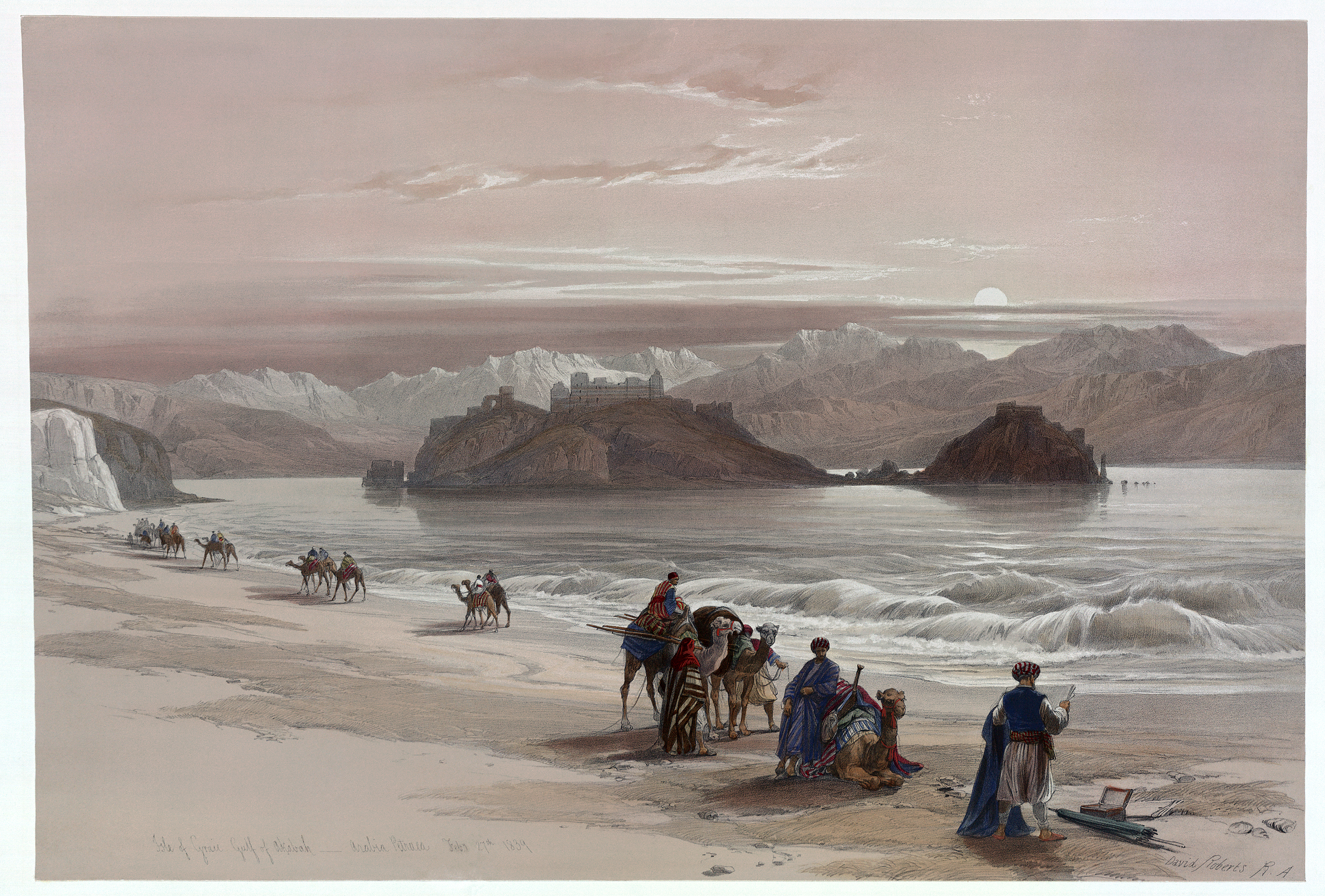
撒拉丁與理查保證了朝聖者和商旅在允許到聖地旅遊的路線上所有保障和權利

理查又承阿爾蘇夫的餘威一併拿下雅法，並以此立為他的新總部。撒拉丁派出其弟阿迪爾與理查會面，後者亦在初步談判中向阿尤布提出了條件。談判（內容還包括試圖讓理查之妹瓊安或侄女埃莉诺嫁予阿迪爾）破裂（因阿迪爾无意与天主教徒结亲）以致理查向阿斯卡隆進軍。理查的大軍曾不下12次被Ayaz al-Tawil指揮下的薩拉丁大軍攔下，但這位善戰的馬木留克領袖亦死於今次戰鬥之中。
科拉多被理查請求他加入到戰役中，但他拒絕，理由是理查與國王居伊的聯盟。前者亦已再次跟薩拉丁談判，以作為一個針對理查任何為居伊而企圖從他手中奪取泰爾的抵禦手段。然而到四月，理查被迫接受由耶路撒冷貴族推舉出來的科拉多為王。雖然居伊在王室選舉中連一票也求不到，但理查亦有把塞浦路斯售予他以作補償。而科拉多被得以加冕之前，他在泰爾的街頭被2名阿薩辛派刺客用刀捅至身亡。八日之後，理查的外甥香檳的亨利一世便娶下了懷有科拉多孩子的伊莎貝拉女王，令人強烈懷疑這些兇手是聽從理查的指示行事。
在1192年7月，薩拉丁的軍隊突襲並俘獲雅法及近千人，但因為遷怒於上次阿卡的屠城，薩拉丁失去了對軍隊的控制力。據說薩拉丁甚至通報了周遭的其他十字軍部隊，直到他回復了對軍隊的控制前必須先堅守在他們自己的城塞內。
在1192年9月2日，理查最終和薩拉丁敲定了條約，其中耶路撒冷將維持在穆斯林的控制下，但也允許非武裝的基督教朝聖者和商旅來訪該城市。理查於10月9日離開聖地。

## 後續
雙方皆並無法對戰爭的結果感到徹底不滿或滿意。作為理查對薩拉丁連串的勝利的一個結果，雖然他剝奪了穆斯林的沿海重要領土，許多西方的拉丁派基督徒對曾當選的理查沒有爭取耶路撒冷感到失望。同樣地，在伊斯蘭世界中許多人感到不安的是薩拉丁未能將基督徒從敍利亞及巴勒斯坦攆走。然而相對的貿易卻興盛了整個中東和沿東地中海岸線附近的港口城市。
薩拉丁的侍從和傳記作家巴哈丁憶述了薩拉丁對於十字軍取得成功的苦惱：
'在他的城堡表示：「我懼於締造和平，不知道我可會變成什麼樣子。我們的敵人現在已經保住了這些領地，將足以發展壯大。他們會站出來收回其餘下的土地，而你會看到他們每個人都能穩坐在自己的山頂上」......'
'（薩拉丁）曾宣布：「我將會留在原地」和穆斯林就會被毀掉。'這些都是他的話，而事情就如他所言發生。
理查涉嫌謀害了蒙费拉托的科拉多，加上受此前軍旗遭理查從阿克城牆摔下所冒犯，他被科拉多的表弟奧地利公爵利奧波德五世逮捕並囚禁於1192年12月。不久後理查便被轉送到亨利六世的監管之下，導致花了足足一百五十萬馬克的贖金以獲取釋放。理查在1194年返回英格蘭並在1199年以41歲之齡死於弩箭所致的伤病。
薩拉丁於1193死於黃熱病。他的子嗣們就因繼承權而不和並最終分裂了他的征服地。
香檳的亨利在1197年於一次意外性下墮中喪生。伊莎貝拉皇后便嫁與呂濟尼昂的阿馬爾里克促成她的第四次婚姻，後者繼承了其兄長居伊為塞浦路斯國王的地位。他倆於1205年逝世後，耶路撒冷的寶座便由他們的長女蒙特法拉特的瑪莉亞（出生在她的生父被弒後）所承繼。
1192年的第三次十字軍結束後6年，理查決定不再向耶路撒冷進行一次足以導致號召出第四次十字軍的進攻。然而，理查的勝利卻促進了一個富裕、以阿克為中心的十字軍王國存活下來。歷史學家托馬斯馬登總結了第三次十字軍東征的成就：
...第三次十字軍幾乎在任何標準下也可衝量為一場非常成功的遠征。薩拉丁隨哈丁勝軌的大部份戰果被它一掃而空。十字軍王國便乘機整癒了其區域，收復了它的沿海城市，並在其最大的敵人面前可保證到和平。雖然他尚未能收復耶路撒冷，理查仍助基督徒把他們的足跡重新拉回黎凡特。
圍繞着第三次十字軍事件的記述皆由國王理查所為及朝聖者遊記、提爾的威廉，舊法蘭克延續者（其中的部份可歸於安魯）的匿名作者們與安布魯瓦茲、豪頓的羅傑、敢言的拉夫爾和威爾斯的謝拉爾德所書。

### 引用
1. 1 2  Frank McLynn. "Richard and John: Kings at War." Page 219.
2. ↑  Tyerman, p. 436
3. ↑  Loud 2010，第19頁.
4. ↑  Bachrach & Bachrach 2017，第197頁.
5. ↑  Hunyadi, Zsolt (2011), A keresztes háborúk világa, p. 41.
6. ↑  McLynn, p. 219: breakdown includes 2,000 Outremer levies, 1,000 Templars and Hospitallers, 2,000 Genoese and Pisans, and 2,000 Danes, Norwegians, and Turcopoles.
7. ↑  Hosler 2018，第72–73頁.
8. ↑  Hosler 2018，第54頁.
9. ↑  Hosler 2018，第34頁.
10. ↑  Pryor, John H. (2015). "A Medieval Siege of Troy: The Fight to the Death at Acre, 1189–1191 or The Tears of Ṣalāḥ al-Dīn". In Halfond, Gregory I. (ed.). The Medieval Way of War: Studies in Medieval Military History in Honor of Bernard S. Bachrach. Farnham: Ashgate. Page 108.
11. ↑  Tyerman p. 422:  "After desperate fighting involving the Emperor himself, the Turks outside the city were defeated [by the Imperial and Hungarian army], apparently against numerical odds."
12. ↑  Loud 2010, p. 104: the Seljuks lost 5,000+ men per their own bodycount estimates on May 7, 1190, soon before the Battle of Iconium.
13. ↑  Lyons, Malcom Cameron and D. E. P. Jackson, Saladin: The Politics of the Holy War,（Cambridge: Cambridge University Press, 1982）, 264.
14. ↑  Hans E. Mayer, The Crusades. Oxford University Press, 1965（trans. John Gillingham, 1972）, pg. 139.
15. 1 2  J. Phillips, The Fourth Crusade and the Sack of Constantinople, 66
16. ↑  A. Konstam, Historical Atlas of The Crusades, 124
17. ↑  Marshall Hodgson, The Venture of Islam Conscience and History in a World Civilization Vol 2. The University of Chicago, 1958, pg. 267.
18. ↑  .   [2012-05-04]. （原始内容存档于2016-03-05）.
19. ↑  Procter, George. . R. Griffin and Co. ‏1854: 112–116  [2012-05-10]. （原始内容存档于2014-07-07）.
20. ↑  Crompton‏, Samuel Willard. . Great battles through the ages. Infobase Publishing. 2003: 64. ISBN 0-7910-7437-4.
21. ↑  al-Din, Baha; D.S. Richards. . Crusade Texts in Translation 7 1. Burlington, VT; Hampshire, England: Ashgate. 2002: 232. ISBN 0-7546-3381-0.
22. ↑  Madden, Thomas. . Lanham, Maryland: Rowman and Littlefield Publishers. 2006: 95. ISBN 978-0-7425-3823-8.

## 外部連結
- A History of the Third Crusade